# Heinrich (Joinville)

Wappen der Herren von Joinvilles

Heinrich von Joinville (fr. Henri de Joinville) (* 1327; † 1365) war Herr von Joinville und als Heinrich V. Graf von Vaudémont.
Sein Vater war der Marschall Anseau de Joinville, von dem er die Herrschaft Joinville 1343 erbte. Seine Mutter war Margarete von Vaudémont. Da sein Onkel mütterlicherseits, Graf Heinrich IV., 1346 ohne Erben gestorben war, konnte er 1348 nach dem Tod seines mütterlichen Großvaters, Graf Heinrich III., die Grafschaft Vaudémont übernehmen.
Heinrich nahm an den Kämpfen des Hundertjährigen Krieges auf französischer Seite aktiv teil und geriet nach der Niederlage in der Schlacht bei Maupertuis gegen den schwarzen Prinzen Edward of Woodstock in englische Gefangenschaft. Nachdem er durch Lösegeldzahlungen freikam, oblag ihm ab 1358 die Bekämpfung der Jacquerie in der Champagne. Zeitweise lag er im Krieg mit Herzog Johann I. von Lothringen.

## Ehe und Kinder
Heinrich heiratete 1347 Maria von Luxemburg aus dem französischen Zweig des Kaiserhauses der Luxemburger. Ihr Vater war Graf Johann I. von Ligny. Mit Maria hatte er zwei Töchter:
- Margarethe (* 1354; † 1418), Gräfin von Vaudémont und Herrin von Joinville, ⚭ Friedrich I. von Lothringen (1368–1415), Herr von Rümmingen
- Alix († 1413), ⚭ Theobald VII., Herr von Neufchâtel